# Golfo de Mália

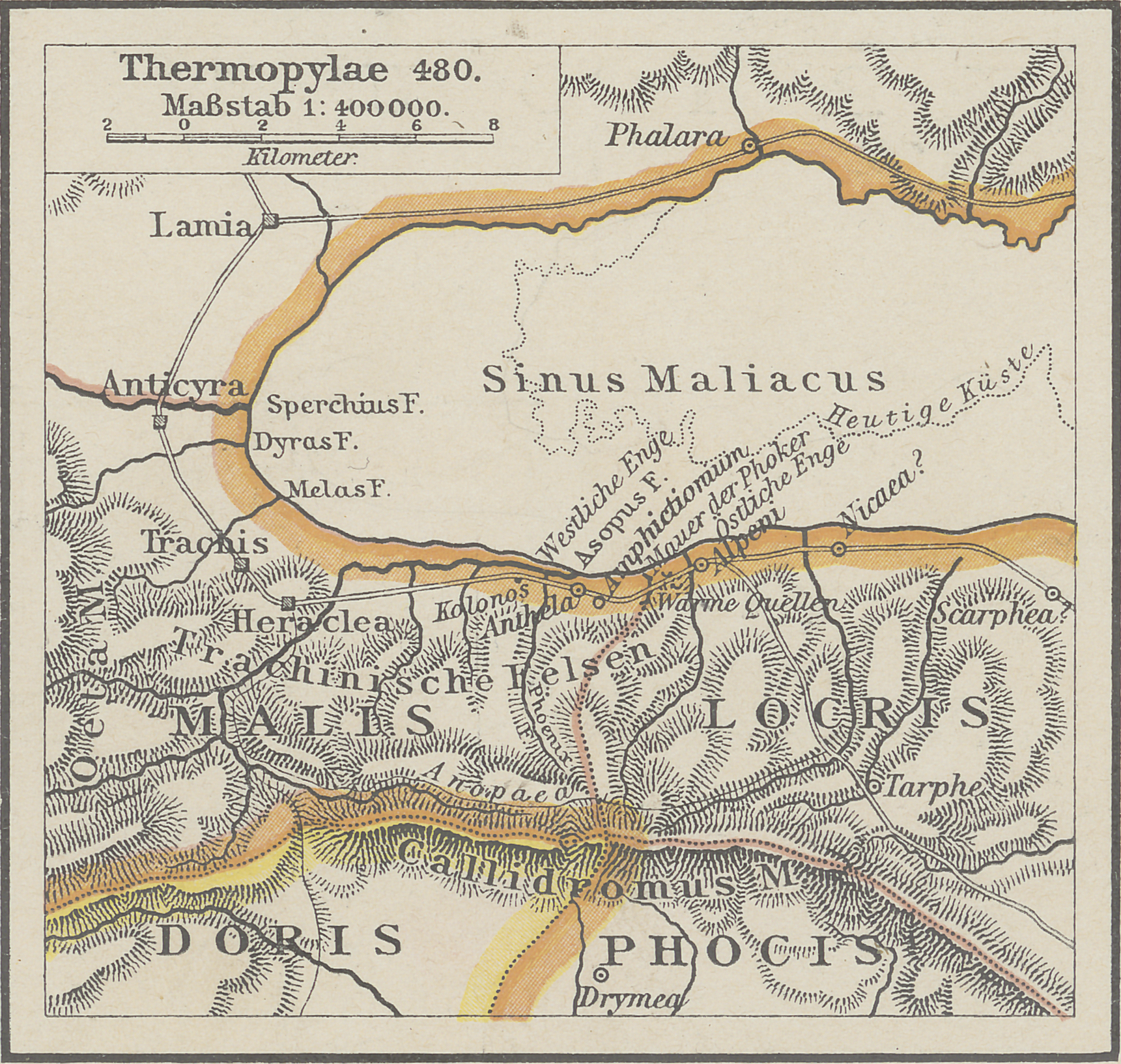
O golfo de Mália envolvendo a Tessália, a Ftiótida e a Lócrida.

O golfo de Mália (ou golfo Malíaco; em grego: Μαλιακός κόλπος, transl. Maliakós kólpos, em latim Sinus Maliacus) é um pequeno golfo na Grécia Central, fazendo parte do mar Egeu. Está rodeado pela Eubeia (a Este), pela Tessália (a Norte), pela Ftiótida (a Oeste) e pela Lócrida (a Sul). No golfo desagua o rio Esperqueu; as águas deste pequeno braço de mar banham o desfiladeiro das Termópilas, onde em 480 a.C. se travou uma das mais importantes batalhas da Antiguidade Clássica - a batalha das Termópilas.